# 青山善敬
青山 善敬（あおやま よしたか、1952年または1953年 - ）は、日本の地方公務員。兵庫県環境担当部長、同会計管理者、同人事委員会委員長、兵庫県公館長を歴任。瑞宝小綬章受章。

## 人物・経歴
兵庫県庁入庁、阪神南県民局長、2009年 (平成21年) 4月 環境担当部長、2011年4月 会計管理者、2012年3月 同職を辞職。同年4月より兵庫県人事委員会委員長。2013年9月 全日本自治団体労働組合兵庫県本部と兵庫県職員労働組合から人事委員会勧告に向けて「給与制度の総合的見直しを報告した人事院勧告に追随しないよう」申し入れを受けた。2014年3月 人事委員退任。兵庫県公館長。

## その他役職
- 尼崎運河の魅力再発見プロジェクト協議会 副会長[2]
- 財団法人ひょうご県環境創造協会 理事長[10]
- 兵庫県行政不服審査会 委員[9]

## 栄典
- 令和6年秋の叙勲で地方自治功労により瑞宝小綬章を受章[1]